# Az első világháború gazdaságtörténete

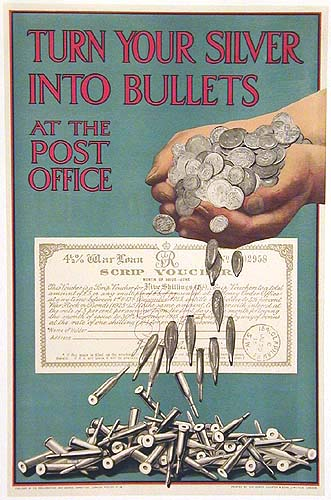
"Váltsd a pénzed lőszerre a postán" - háborús kötvénybe való befektetésre ösztönző brit plakát

Az első világháború gazdaságtörténete a nagyobb nemzetek által a háborús költségek fedezésére alkalmazott módokat, valamint a háború utáni adósságokat és a jóvátételi díjat foglalja magába. Szintén ehhez tartozik a munkaerő, az ipar és a mezőgazdaság mozgósítása. A gazdasági hadviseléssel, például a németországi blokáddal, valamint egyes, gazdasághoz közel álló kérdésekkel is foglalkozik, például a szállítással kapcsolatos hadi problémák megoldásával.
1914-ben a hatalmak mindegyike rövid háborúra számított, mivel egyikük sem tett semmilyen gazdasági előkészületet egy hosszú háborúhoz: nem töltötték fel az élelmiszerkészletüket, vagy tettek szert döntő fontosságú nyersanyagokra. Minél tovább tartott a háború, az antanthoz tartozó hatalmak előnye annál inkább nőtt a nagyobb, alaposabb, sokoldalúbb gazdaságuknak és a globális ellátáshoz való jobb hozzáférésüknek köszönhetően. Ahogy Broadberry és Harrison elhatározta a háború patthelyzetbe állása után, 1914 végén:
The greater Allied capacity for taking risks, absorbing the cost of mistakes, replacing losses, and accumulating overwhelming quantitative superiority should eventually have turned the balance against Germany.
A szövetségesek (antant) potenciálisan sokkal több (háborúra költhető) vagyonnal rendelkeztek. Egy becslés szerint az antant országai összesen 147 milliárd amerikai dollár, míg a központi hatalmakhoz tartozók csupán 61 milliárd dollár összeget költöttek a háborúra. Az szövetségesek közül kiemelve a Brit Birodalom 47 milliárd, az Amerikai Egyesült Államok pedig 27 milliárd dollárral lett szegényebb a háború végére, együttvéve a teljes költség felét teszik ki. A központi hatalmak háborús költségeinek majdnem ¾ részét, azaz 75%-át Németország költötte 45 milliárd dollárral.
A totális háború minden nemzet erőforrásainak teljes mozgósítását követelte egy közös cél érdekében. A munkaerőt a frontvonalra kellett terelni (különösen az Egyesült Államok és a Brit Birodalom rendelkezett rengeteg képzett emberrel, akiket pont az ilyen esetekre tartottak fenn). A határokon belül a munkásokat el kellett vezetni a - totális háború alatt luxusnak számító - kevésbé szükséges tevékenységektől. Különösen a hadiipar szorult hatalmas fejlesztésre, mivel ez volt felelős az lőszer-, puska-, hadihajó-, egyenruha-, repülőgép-, és fegyverellátásért egyaránt. Ugyancsak szükség volt az agrokulturális, mezőgazdasági mozgósításra, mivel a civil társadalom, a katonaság és az ellátmányt szállító lovak élelmiszerszükségletének pótlása komoly gondot jelentett. A katonák közül többen farmeréletet folytattak, hadseregben elfoglalt helyüket az idősek, a fiúk és a nők vették át. A szállítás többnyire nagy kihívásnak bizonyult, főleg mivel a britek és a németek is igyekeztek megállítani az ellenség kereskedelmi hajóit. Különösen nagy kihívást jelentett a pénzügy a háború során. A központi hatalmakat Németország, a szövetségeseket egészen 1916-ig Britannia finanszírozta, miután kifogyott a pénzből és az Egyesült Államoktól kellett pénzügyi támogatást kérnie. Az USA 1917-ben elvállalta az antant ellátását, viszont ragaszkodott a hitel visszafizetéséhez a háború után. A győztes antant 1919-ben a legyőzött Németországtól nagy összegű jóvátételt követelt, ami némileg fedezte volna az általuk háborúba fektetett költségeket. Mindenekelőtt lényegesnek bizonyult a ipari és gazdasági mozgósítások oly módon történő igazgatása, hogy megtartsák az emberek rövidtávú meggyőződését, hosszútávon fenntartsák a politikai szervezetek erejét, és hosszú időre megőrizzék a nemzet gazdasági épségét.

## Európa
A GDP értéke három szövetségi országban, Britanniában, Olaszországban és az Egyesült Államokban nőtt, viszont Franciaországban, Oroszországban, a semleges Hollandiában, és a központi hatalmak három fő országában csökkent. A visszaesés mértéke Ausztriában, Oroszországban, Franciaországban és az Oszmán Birodalomban 30-ról 40%-ra ugrott. Ausztriában például a disznók többségét levágták, így a háború végére húshiány alakult ki az országban.
A nyugati front gyorsan helyreállt, közel néhány száz méteren semmiféle hadmozdulatot nem lehetett tapasztalni. A legnagyobb kiadás mindkét fél esetében a tüzérségre, azon belül a lőszerre ment el, ugyanis a háború során a puska volt az elsődleges fegyver. Mivel a frontvonal veszélytelennek bizonyult, a központi hatalmak és a szövetségi tagok is bonyolult vasúthálózatot építettek ki, hogy a frontvonal egy-két mérföld hosszúságú területén lóval vontatott vagonokkal szállítsák az utánpótlást. A tíz hónapig tartó 1916-os verduni csatában a franciák és a németek nagyjából 10 millió golyót lőttek el összesen, ami 1,4 millió tonna acél felhasználását jelentette.

## Antant
A Németország ellen irányuló gazdasági harc működött—a brit blokád hatásosnak bizonyult. A német tengeralattjárókból felépített ellenblokádot a masszív amerikai konvojrendszerek győzték le. Az antanthatalmak háborús költségeit javarészt a Brit Birodalom fizette, mígnem kifogyott a pénzből. Ekkor az USA vállalta magára, a szövetségeseket és a briteket egyaránt segítette pénzügyileg.

### Brit Birodalom

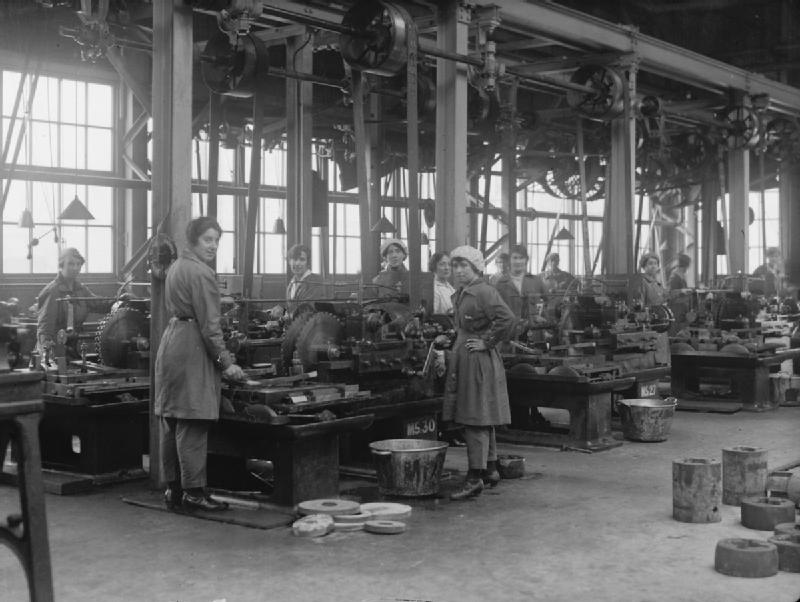
Női munkások a New Gun gyárban (Woolwich Arsenal, London)

A gazdaság (a GDP szempontjából) a háború négy éve alatt (1914-től 1918-ig) még a rengeteg férfimunkás hiányában is nagyjából 14%-kal nőtt; ezzel szemben a német gazdaság visszaesett 27%-ot.

## Fordítás
Ez a szócikk részben vagy egészben  az   Economic history of World War I című angol Wikipédia-szócikk ezen változatának fordításán alapul.  Az eredeti cikk szerkesztőit annak laptörténete sorolja fel. Ez a jelzés csupán a megfogalmazás eredetét és a szerzői jogokat jelzi, nem szolgál a cikkben szereplő információk forrásmegjelöléseként.